# Ethan Allen
Ethan Allen (21. januar 1738 – 12. februar 1789) je bil ameriški kmet, pisatelj, vojaški častnik in politik. Najbolj znan je kot eden od ustanoviteljev Vermonta in po zavzetju Fort Ticonderoge med ameriško revolucionarno vojno, bil pa je tudi brat Ire Allena in oče Fanny Allen.
Allen se je rodil na podeželju Connecticuta in je imel obmejno vzgojo, vendar je prejel tudi izobrazbo, ki je vključevala nekaj filozofskih naukov. Konec 60. let 18. stoletja se je začel zanimati za New Hampshire Grants, tam kupil zemljo in se zapletel v pravne spore glede ozemlja. Pravni neuspehi so privedli do ustanovitve Green Mountain Boys, ki jih je Allen vodil v kampanji ustrahovanja in uničevanja premoženja, da bi pregnal newyorške naseljence iz Grants. On in Green Mountain Boys, ki so bili usklajeni s Patrioti, so prevzeli pobudo zgodaj v revolucionarni vojni in maja 1775 zavzeli Fort Ticonderogo. Septembra 1775 je Allen vodil neuspešen poskus na Montreal, kar je povzročilo njegovo ujetje s strani Britancev. Bil je zaprt na ladjah Kraljeve mornarice, nato pogojno izpuščen v New Yorku in končno izpuščen v izmenjavi ujetnikov leta 1778.
Po izpustitvi se je Allen vrnil v New Hampshire Grants, kjer so leta 1777 razglasili neodvisnost in nadaljeval politično dejavnost na ozemlju, nadaljeval odpor proti poskusom New Yorka, da bi uveljavil nadzor nad ozemljem. Allen je lobiral pri Kongresu za uradno državno priznanje Vermonta in sodeloval v spornih pogajanjih z Britanci o možnosti, da bi Vermont postal ločena britanska provinca.
Allen je napisal poročila o svojih podvigih v vojni, ki so bila v 19. stoletju široko brana, ter filozofske razprave in dokumente, ki se nanašajo na politiko oblikovanja Vermonta. Njegovi poslovni posli so vključevali uspešne kmetijske dejavnosti, eno od zgodnjih železarn v Connecticutu in špekulacije z zemljišči na ozemlju Vermonta. Allen in njegovi bratje so kupili zemljišča, ki so postala Burlington, Vermont. Poročen je bil dvakrat in je imel osem otrok.